# Geotrogus magagnosci
Geotrogus magagnosci is een keversoort uit de familie bladsprietkevers (Scarabaeidae). De wetenschappelijke naam van de soort is voor het eerst geldig gepubliceerd in 1842 door Guerin-Meneville.